# Задоріна Єлизавета Олександрівна
Єлизавета Олександрівна Задоріна (18 жовтня 1945, зернорадгосп «Привольний», тепер Ілецького району Оренбурзької області, Російська Федерація) — радянська діячка, ткаля ткацького виробництва № 2 Душанбинського виробничого бавовняного об'єднання Таджицької РСР. Член ЦК КПРС у 1990—1991 роках.

## Життєпис
З 1962 року — учениця перукаря, майстер-перукар у місті Кувандик Оренбурзької області.
У 1964 році закінчила Душанбинське професійно-технічне училище № 28 Таджицької РСР.
У 1964—1983 роках — ткаля, інструктор, слюсар, начальник ткацького цеху Душанбинського виробничого бавовняного об'єднання.
Член КПРС з 1971 року.
У 1973 році закінчила Душанбинський індустріальний технікум.
З 1983 року — ткаля ткацького виробництва № 2 Душанбинського виробничого бавовняного об'єднання Таджицької РСР.